# 臺灣原住民族人名

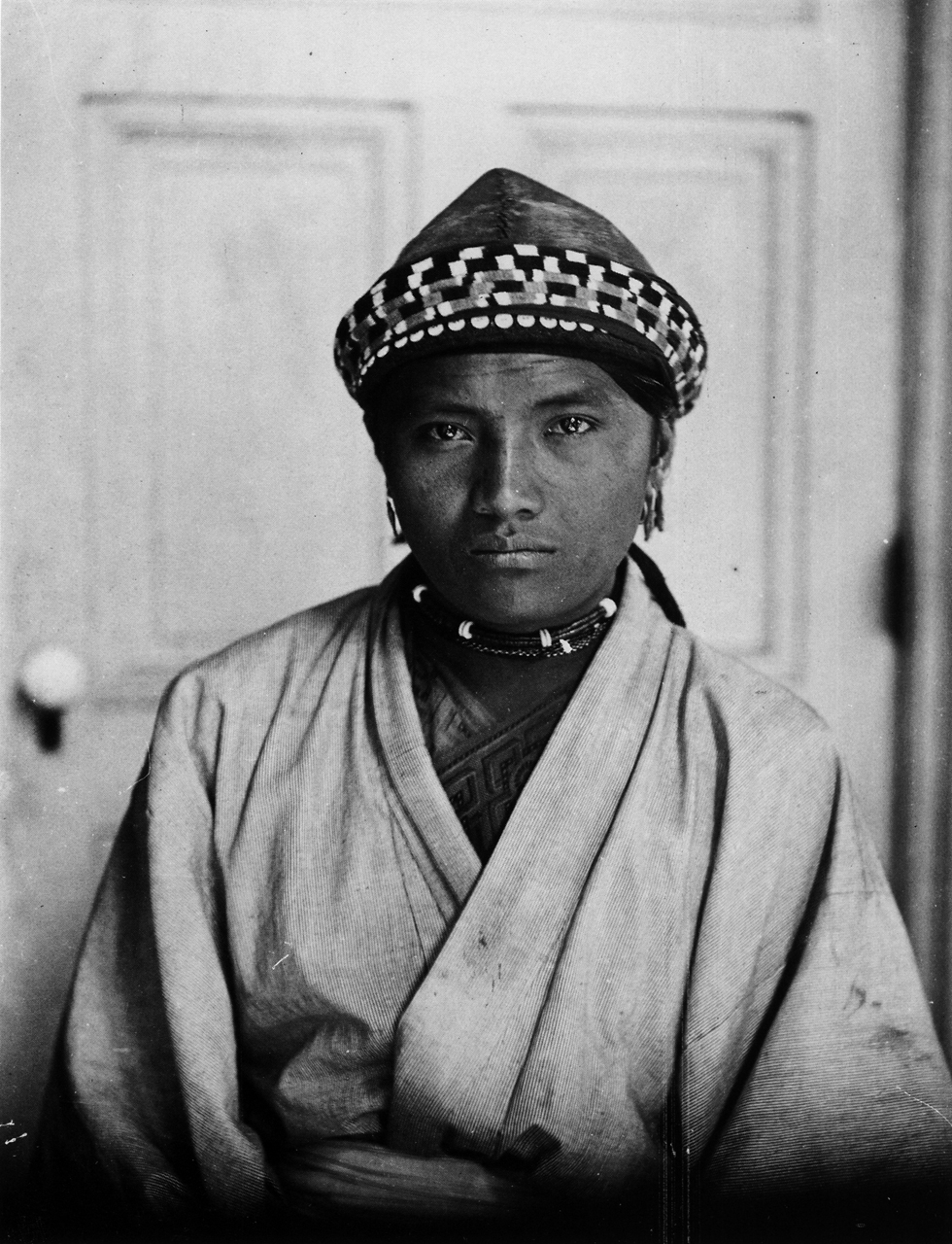
台灣原住民有著複雜且多元的命名文化

臺灣原住民族人名，是指臺灣各族群所使用之人名，其現象複雜且多元，除了傳統族名文化以外，亦包涵因統治政權更迭關係而取用之外名，尤其在日治時期與中華民國時期被迫取用和名與漢名。至今台灣戶政雖已開放原住民族人可選用傳統名作為戶籍登記，但戶籍登記上漢名仍然大多數，臺灣原住民族人名則依舊只於民間普遍傳承。

## 傳統名
即族名，戶政作原住民族傳統姓名。各族群皆有其意涵與儀式，普遍自出生起即賦予新生兒名字，並表示尊重一個生命的開始。其名字不僅是辨別符號，更擁有認同的作用，而於已命名為主的族群認同中，名字雖非核心部份，卻已命名背後象徵意義，引領台灣原住民族深入核心內部歷史、淵源與情感，進而鞏固族群力量。台灣原住民族的命名與其族群、山川、部落等關係密切，延續著祖先對土地的信仰與智慧所累積的命名法則，背後也涵蓋著台灣原住民各族群內在的生命史與價值觀。

### 各族族名結構
主要有氏族名制、親子連名制、親子聯名混氏族名制、家屋名制度、親從子名制度等五種制度，又依不同族群的社會型態與歷史背景而各有所差異，各族族名之結構都對應其族語語法之詞序邏輯。台灣原住民族族語屬於南島語系，按詞序的規律將個人名放置於首位，並於個人名後方接以各種表示身份的字詞。雖然各族族名的呈現上都省略了格位標記與連接詞，但唯獨達悟族終生以長嗣的個人名自稱，故特別保留標記以分別表示與長嗣之間的身份關係，且後方不再添加任何字詞。
| 名制             | 族別         | 結構                            | 範例                                        | 註解 |
| ---------------- | ------------ | ------------------------------- | ------------------------------------------- | --- |
| 氏族名制         | 布農族       | 個人名 + 氏族名                 | Yohani Isqaqavut（尤哈尼·伊斯卡卡夫特）     | |
| 氏族名制         | 鄒族         | 個人名 + 氏族名                 | 'Uongʉ'e Yata'uyungana（高一生）            | 個人名加上「'e」後綴，意為「屬於（氏族名）氏族」。 |
| 氏族名制         | 邵族         | 個人名 + 氏族名                 | Kilash Lhqatafatu（石阿松）                 | |
| 氏族名制         | 卡那卡那富族 | 個人名 + 氏族名                 | Apu'u Ka'aviana（阿布娪‧卡阿斐依亞那）      | |
| 氏族名制         | 拉阿魯哇族   | 個人名 + 氏族名                 | Anguu Hlihlala（謝垂耀）                    | |
| 氏族名制         | 西拉雅族     | 個人名 + 氏族名                 | Bavaragh Dagalomai（謝若蘭）                | 家屋名以長女繼承為主。 |
| 親子聯名氏族名制 | 阿美族       | 個人名 + 親名 + 氏族名          | Ado' Kaliting Pacidal（阿洛·卡力亭·巴奇辣） | 有氏族制度之地區，親名以母親為主。 |
| 親子聯名氏族名制 | 賽夏族       | 個人名 + 親名 + 氏族名          | Tahas Tain Kaybaybaw（打赫史·達印·改擺刨）  | 親名以父親為主。 |
| 親子連名制       | 阿美族       | 個人名 + 親名                   | Mayaw Ciru（陳鏞基）                        | 非氏族制度之地區，親名以母親為主。 |
| 親子連名制       | 撒奇萊雅族   | 個人名 + 親名                   | Tiway Sayion（帝瓦伊·撒耘）                 | 親名以母親為主。 |
| 親子連名制       | 噶瑪蘭族     | 個人名 + 親名                   | Baqah Siqeyu（潘金榮）                      | 親名以父親為主。 |
| 親子連名制       | 泰雅族       | 個人名 + 親名                   | Yungai Hayung（溫嵐）                       | 親名以父親為主。 |
| 親子連名制       | 賽德克族     | 個人名 + 親名                   | Mona Rudo（莫那·魯道）                      | 親名以父親為主。 |
| 親子連名制       | 太魯閣族     | 個人名 + 親名                   | Bokeh Kosang（徐詣帆）                      | 親名以父親為主。 |
| 親子連名制       | 巴宰族       | 個人名 + 親名                   | 阿四老·郡乃（1840年代岸裡大社阿里史社頭人） | 親名以父親為主。 |
| 親子連名制       | 噶哈巫族     | 個人名 + 親名                   |                                             | 親名以父親為主。 |
| 親子連名制       | 大武壠族     | 個人名 + 親名                   | 龜里浪·老勿（1800年代大武壠派社人）         | |
| 親子連名制       | 馬卡道族     | 個人名 + 親名                   |                                             | |
| 親子連名制       | 道卡斯族     | 個人名 + 親名                   |                                             | |
| 親子連名制       | 巴布拉族     | 個人名 + 親名                   |                                             | |
| 親子連名制       | 洪雅族       | 個人名 + 親名                   | 夭厘·大哈（1830年代哆囉嘓社人）             | 親名以父親為主。 |
| 家屋名制         | 排灣族       | 個人名 + 家屋名                 | Giljegiljaw Kungkuan（吉力吉撈·鞏冠）       | 家屋名以長嗣繼承為主。 |
| 家屋名制         | 魯凱族       | 個人名 + 家屋名                 | Sasala Taiban（台邦·撒沙勒）                | 家屋名以長男繼承為主。 |
| 家屋名制         | 卑南族       | 家屋名 + 個人名                 | Paelabang Danapan（孫大川）                 | 家屋名以長女繼承為主。 |
| 親從子名制       | 達悟族       | Si + 個人名（未有子女者）       | Si Maraos（瑪拉歐斯）                       | 長嗣出生命名後，全家族即同步更名。「si」是語法人名格位標記，各長輩皆冠上不同標記，以表示與長嗣間的相對身份。而長嗣的曾祖父母一律稱做 Si apen kotan，不再隨長嗣名。 |
| 親從子名制       | 達悟族       | Syaman + 長嗣名（長嗣之父）     | Si aman Rapongan（夏曼·藍波安）             | 長嗣出生命名後，全家族即同步更名。「si」是語法人名格位標記，各長輩皆冠上不同標記，以表示與長嗣間的相對身份。而長嗣的曾祖父母一律稱做 Si apen kotan，不再隨長嗣名。 |
| 親從子名制       | 達悟族       | Synan + 長嗣名（長嗣之母）      | Si nan Mavivo（希婻‧瑪飛洑）                | 長嗣出生命名後，全家族即同步更名。「si」是語法人名格位標記，各長輩皆冠上不同標記，以表示與長嗣間的相對身份。而長嗣的曾祖父母一律稱做 Si apen kotan，不再隨長嗣名。 |
| 親從子名制       | 達悟族       | Syapen + 長嗣名（長嗣之祖父母） | Si apen Sorong（謝加仁）                    | 長嗣出生命名後，全家族即同步更名。「si」是語法人名格位標記，各長輩皆冠上不同標記，以表示與長嗣間的相對身份。而長嗣的曾祖父母一律稱做 Si apen kotan，不再隨長嗣名。 |

### 族名復振
1995年，中華民國政府修正《姓名條例》及《姓名條例施行細則》等「回復傳統姓名」之條例，不再強制族人擁有漢名，使族人得以選用族名作為戶籍本名。但礙於政府以現代標準漢語作為事實上的官方語言，因而規定須將族名通过中文音譯採以漢字作為身分證登記，如同漢名一般遵照「國語辭典或辭源、辭海、康熙等通用字典中所列有之文字」來取字；2000年再開放族人可循「傳統姓名之羅馬拼音」辦法以中文音譯+族語羅馬字並列登記族名之原文作為身分證登記；2023年11月台北高等行政法院判決原住民可單獨使用族語羅馬字作為身分證登記，戶政機關不可拒絕。
政府曾為此推出「原住民族回復暨使用傳統姓名三年計畫」、「原住民族回復暨使用傳統姓名單一窗口計畫」。不過，部分族人仍認為該計畫無助振興命名文化，認為除了修正原住民身分認定作業流程，以及更多簡化回復族名手續以外，應該推動落實族名去漢字，使族語羅馬字與漢字一樣得以單獨存在，並在各年段義務教育納入原住民族命名文化等，以各角度的積極作為，才能真正振興原住民族的命名文化。
政府開放傳統姓名以來原先並不踴躍，但是藉由《請問芳名》影展等人文努力，台灣原住民族傳統姓名已得以呈現許多。從回復族名政策實施至2017年4月，回復族名依舊僅佔原住民人口5%左右，但近年族名意識高漲，尤其在學青年或同學，使用族名的族人已經不再罕見。

## 外文名

### 和名
1943年台灣日治時期，台灣總督府推動的皇民化運動，其實在那之前，許多原住民族已經開始使用日本名，皇民化運動剛好承接許多原住民族在國家教育體制下，建構一個新國家概念，而也認為自己是日本人。有些族人取以和名，但還是為數不少的人是以日文片假名來音譯記錄使用其傳統名。

### 漢名
17世紀間，清朝政府曾對原住民族人普賜漢姓。其中賽夏族被依照氏族名制的命名結構，改以相關意涵的漢姓，如：「豆」、「日」、「樟」等。
1980年代中期，由於解嚴與政治風氣改變，原住民族意識抬頭，振興命名文化並「回復傳統姓名」也成為臺灣原住民族運動的主軸之一。原運者認為1758年清治的「普賜漢姓」行為之後不過250年，平埔族群已近乎消失，如果原住民族藏起自己真正名字，原住民族將與部分平埔族群狀況相同，被同化滅絕。經過多次抗議陳情及法規研擬後，族名受到各界重視。
2018年的資料顯示，原住民前十大姓氏為林、陳、黃、張、李、王、高、潘、吳、楊，合計人數為272,392人，佔了原住民總人口數的48.43%。

## 外部連結
- 別再問我姓什麼了，因為我就沒有「姓氏」嘛！ （页面存档备份，存于）
- 我為自己點了一把火～談正名 （页面存档备份，存于）
- 原住民族人名譜(廣徵校訂稿本) （页面存档备份，存于） 編輯 林修澈 黃季平 賴昱錡 印行 2014 年12 月 台北